# Château de Guermantes
Le château de Guermantes est un château à Guermantes, dans le département de Seine-et-Marne, en France. Le château fait l’objet de classements au titre des monuments historiques depuis les 9 août 1944 et 21 décembre 1970.
Il inspire à Marcel Proust le nom de « Guermantes », lieu-dit d'où tirent leur nom plusieurs personnages d'À la recherche du temps perdu ; dont Palamède et Oriane de Guermantes (la « duchesse de Guermantes »); ainsi que le troisième tome de l'œuvre : Le Côté de Guermantes. Cependant, le château n'apparaît ni directement ni indirectement dans son œuvre.

## Histoire
Pierre Viole (mort en 1638), dont la famille possède le fief de Guermantes depuis le milieu du XVIe siècle, entreprend la construction du château. 
En 1665, Claude récupère la propriété. 
En 1698, Paulin Pondre (1650-1723), Grand Audiencier de France, achète le domaine où il engage d'importants travaux pour lesquels il fait appel à Jules Hardouin-Mansart pour les deux perrons et André Le Nôtre pour le jardin, qui comporte un très grand « miroir d'eau ». Receveur des finances à Lyon, il devient l'un des plus puissants financiers du temps du Roi Soleil.
Il organise des fêtes mémorables au château, dont la longue galerie d'apparat de 31 mètres, « morceau de bravoure » de la demeure, a conservé son luxueux décor de lambris, ses toiles peintes et ses lustres, attribué à Robert de Cotte et exécuté par un certain Jean Hanard, qui s'inspire visiblement — comme d'autres — du prestigieux modèle de la galerie des Glaces de Versailles.
Son seul fils, Paulin Gabriel (1698-1775), est dit « le marquis de Guermantes » à la suite de son achat de la terre de Ravenel.
En 1756, un incendie provoqué par la foudre détruit la bibliothèque.
En 1812, l'architecte Antoine Léon Thomas Vaudoyer (1746-1846) dessine pour les châtelains des études de volières.
Émilie Ernestine Pondre de Guermantes, comtesse Picot de Dampierre (+ 1884), connue pour son acerbe franc-parler, n'hésitait pas à interrompre le sermon du curé de la paroisse, et avait surnommé ironiquement le richissime industriel du chocolat Menier « le Baron Cacao ». 
Se trouve alors au château une suite de cinq tapisseries d'après Simon Vouet (laine et soie, vers 1640-1650) tissée pour son ancêtre l'intendant et contrôleur général des Finances François Petit — fils d'un riche hôtelier de la rue Saint-Denis à Paris mort en 1614 — « seigneur de Passy, de Villeneuve, de Ravannes et d'Etigny », procureur au Châtelet, payeur des Rentes en 1632, secrétaire ordinaire de la Chambre du roi puis son maître d'hôtel, et premier commis aux Finances de Particelli d'Hémery. Sa fille, Anne-Marguerite, avait épousé Paulin Pondre. Petit de Villeneuve mourut vers 83 ans.
Au XIXe siècle cette rare tenture passe à Jules Baillardel de Lareinty (1852-1900), baron de Lareinty et marquis de Tholozan en 1892, candidat monarchiste qui est conseiller général du canton de Blain (Loire-Atlantique) puis député de Saint-Nazaire (1887-1893). Né à Guermantes, il y était encore domicilié en 1887 avec son épouse Louise de Sabran-Pontevès (+ 1913), dont les héritiers font vendre le mobilier du château à Drouot le 19 novembre 1917 comprenant ces tapisseries ; la pièce intitulée « Renaud dans les bras d'Armide » retraverse l'Atlantique afin de figurer à l'exposition La peinture française (dans les) collections américaines à Bordeaux du 13 mai au 15 septembre 1966 (n° 10 du catalogue, reprod. p.71).
En 1920, le domaine est acheté par un marchand de bois qui commence à effectuer des coupes, mais ses projets de création de lotissement ou d'aménagement d'une clinique n'aboutissent pas et il revend le domaine après quelques mois.

### Sauvé deux fois par les Hottinguer
En décembre 1920 le domaine est acquis par le banquier Maurice Hottinguer (1872-1969) d'une vieille famille zurichoise qui a créé une banque à Paris, avant 1789, puis participe à la création de la Banque de France ; son ancêtre paternel Jean-Conrad est nommé baron d'Empire, le 19 septembre 1810.
En 1921, pendant les travaux de restauration il « campe » avec son épouse dans l'aile Nord. En 1939, il y accueillent leurs cousines Maupeou et leur mère.
En 1942, Maurice Hottinguer le donne à son fils Pierre (1917-2006) lors de son mariage avec Sylvie Feray, « qui l'entoura de soins éclairés » selon Claude Frégnac.
En 1944, le château est menacé de destruction par les troupes d'Occupation en représailles à l'exécution d'un soldat allemand par des Résistants, mais en fut préservé grâce à la médiation de Mme Blanche Hottinguer (+ 1951), née de Maupeou.
Si son mobilier a disparu depuis, plusieurs pièces conservent leur décor peint des XVIIe et XVIIIe siècles.
Revendu en 2008, le château a été transformé en centre de séminaires et n'est pas visitable ; la société locataire est Châteauform.